# Bunocephalus larai
Bunocephalus larai är en fiskart som beskrevs av Ihering, 1930. Bunocephalus larai ingår i släktet Bunocephalus och familjen Aspredinidae. Inga underarter finns listade.